# Google Hangouts
Google Hangouts foi uma plataforma de comunicação,  desenvolvida pela Google, que inclui mensagens instantâneas,  chat de vídeo, SMS e VOIP. Foi lançada em 15 de maio de 2013, durante a conferência de desenvolvedores Google I/O.
O Google Hangouts substitui três produtos de mensagens que a Google havia implementado simultaneamente: Google Talk, Google+ Messenger e Hangouts, um sistema de vídeo chat presente no Google+.
Em março de 2017, a Google anunciou que o Hangouts seria desenvolvido como um produto voltado para negócios, sendo a marca Hangouts dividida em dois produtos principais: Hangouts Chat e Hangouts Meet.
Segundo a Google, o Google Hangouts é projetado para ser "o futuro" do seu produto de telefonia - o Google Voice. Algumas das capacidades do Google Voice já foram integradas ao  Hangouts. Os usuários podem trocar mensagens pelo Google+. O serviço também integra mensagens SMS e MMS nas versões para Android e iOS.
Desde 2020, o Google vem aos poucos, descontinuando os serviços do Hangouts e migrando para o Google Chat. O Hangouts foi descontinuado em 2021.

## História
Antes do lançamento do Hangouts, o Google mantinha vários serviços de mensagens e plataformas semelhantes, mas tecnologicamente separados, em seu pacote de produtos. Incluía o Google Talk voltado para empresas (baseado em XMPP), o Google+ Messenger e o Google+ Hangouts, que ofereciam recursos de bate-papo, voz e videoconferência. No entanto, seu conjunto de ofertas de mensagens também enfrentou concorrência crescente de serviços como Facebook Messenger, iMessage e WhatsApp. Foi tomada a decisão de descartar o sistema existente do Google Talk e codificar um novo produto de mensagens por meio da colaboração com diversas equipes de desenvolvimento. 
Após relatos de que o novo serviço seria conhecido como "Babel", o serviço foi lançado oficialmente como Hangouts durante a conferência Google I/O em 15 de maio de 2013. 
Em 16 de fevereiro de 2015, o Google anunciou que descontinuaria o Google Talk e instruiu os usuários a migrarem para o aplicativo Hangouts no navegador Google Chrome. 
Em janeiro de 2016, o Google desencorajou o uso do Hangouts para SMS e recomendou o uso do aplicativo Google Mensagens SMS. 
Em maio de 2016, no Google I/O 2016, o Google anunciou dois novos aplicativos: o Google Allo, um aplicativo de mensagens com recursos de IA (bots com tecnologia de IA  e recursos de selfie  ) e o Google Duo, um aplicativo de videochamada. Os smartphones Pixel e Pixel XL do Google, lançados no final daquele ano, foram os primeiros dispositivos do Google a serem fornecidos com o Duo e o Allo pré-instalados em vez do Hangouts.  O Google disse que os novos aplicativos não substituiriam o Hangouts; O Hangouts continuará sendo um produto independente.  Em dezembro de 2018, o Google anunciou que o Allo seria descontinuado em março de 2019, com alguns de seus recursos migrados para o Google Mensagens. 
Em 15 de agosto de 2016, o Google anunciou que o Hangouts on Air seria descontinuado em 12 de setembro de 2016 e incorporado ao YouTube Live, mas depois, em 11 de setembro de 2016, o Google disse que a data de encerramento do Hangouts on Air seria antecipada para 1º de agosto de 2019, para liberar todas as transmissões ao vivo no YouTube . Os usuários terão que migrar para outros programas de transmissão ao vivo.
Em 6 de janeiro de 2017, o Google anunciou que a API do Google Hangouts seria encerrada em 25 de abril de 2017. 
Em 9 de março de 2017, o Google anunciou que o Hangouts seria direcionado a usuários corporativos, com a marca Hangouts dividida em dois produtos: Hangouts Meet (atualmente Google Meet) e Hangouts Chat (atualmente Google Chat). O Meet se concentraria em videoconferências, e o Chat se concentraria em mensagens instantâneas com recursos adicionais, como assistente de bot e mensagens encadeadas.  Os recursos seriam direcionados aos clientes empresariais, enquanto as versões para o consumidor usariam um modelo freemium.  O Google declarou em dezembro de 2018 que a versão clássica do Hangouts seria descontinuada em outubro de 2019. 
Em novembro de 2018, a extensão do aplicativo Hangouts para Chrome começou a exibir estas mensagens na parte superior da janela: “ O aplicativo Hangouts para Chrome será substituído pela extensão do Hangouts para Chrome em breve ”. Isso gerou muitas avaliações negativas de usuários nas páginas da Chrome Web Store, tanto para a extensão do Hangouts quanto para o aplicativo.
Em agosto de 2019, o Google anunciou que a versão do Hangouts do G Suite seria substituída pelo Meet e pelo Chat, adiando o desligamento até junho de 2020. 
Em abril de 2020, em resposta à COVID-19, o Google Meet tornou-se gratuito para todos os usuários,   Também em abril de 2020, o Google anunciou que o Hangouts continuaria sendo um produto de nível de consumidor para pessoas que usam contas padrão do Google. Em outubro de 2020, o Google anunciou que o Google Chat também seria gratuito para todos e substituiria a versão clássica do Hangouts em 2021. 
Em abril de 2021, o Google Chat se tornou gratuito como um serviço de “acesso antecipado”, para usuários que optarem por usá-lo em vez do Hangouts. 
Em 27 de junho de 2022, o Google anunciou oficialmente que encerrará o Google Hangouts em novembro de 2022 e migrará todos os usuários para o Google Chat.  

## Características
O Hangouts permitia conversas entre dois ou mais usuários. O serviço on-line pode ser acessado pelos sites Gmail ou Google+, ou por meio de aplicativos móveis disponíveis para Android e iOS (que foram distribuídos como sucessores dos aplicativos existentes do Google Talk). No entanto, como ele usava um protocolo proprietário  em vez do protocolo XMPP de padrão aberto usado pelo Google Talk, a maioria dos aplicativos de terceiros que tinham acesso ao Google Talk não tinham acesso ao Google+ Hangouts.
Os históricos de bate-papo foram salvos on-line, permitindo que fossem sincronizados entre dispositivos. Uma “marca d’água ” no avatar do usuário era usada como um marcador para indicar até onde ele havia lido na conversa. Fotos podem ser compartilhadas durante conversas; anteriormente, eles eram enviados automaticamente para um álbum privado do Google+. Os usuários também podem usar símbolos emoji coloridos em suas mensagens. 
Assim como nos Hangouts anteriores do Google+, os usuários também podiam hospedar bate-papos por vídeo em grupo com até 10 usuários por vez.  Em 2016, o Google atualizou o Hangouts para 25 usuários simultâneos em vídeo HD para trabalho/educação. O Google Hangouts no iOS integrou um número do Google Voice até certo ponto, mas no Android, o suporte a SMS no Hangouts não se integrou totalmente ao Google Voice para chamadas ou mensagens de texto. A integração era esperada inicialmente em 2014, mas foi descontinuada em janeiro de 2016. O motivo do atraso parece estar relacionado ao fato de o Google estar se afastando do protocolo XMPP que estava usando, como mencionado acima. 
Para o Google Chrome, os usuários não precisaram instalar um plugin. No entanto, no Internet Explorer 11, o usuário precisava instalar o "Google Talk Add-on" para usar os recursos de vídeo.
No Android 4.4, o Hangouts é integrado com recursos de mensagens de texto, que é o aplicativo de SMS padrão no Nexus 5. Em outros telefones Android, os usuários podiam optar por abrir o recurso SMS ao baixar a nova versão do Hangouts pelo Google Play. As conversas por SMS eram exibidas em uma gaveta no lado esquerdo. A atualização também adicionou suporte a GIF e um novo botão de compartilhamento de localização, permitindo que os usuários enviem sua localização GPS para seus contatos. 
Incluía a possibilidade de fazer chamadas de voz gratuitas para outros usuários do Hangouts e cobrava dos usuários (por meio de crédito pré-registrado) para ligar para telefones fixos e celulares internacionalmente, exceto para chamadas para os Estados Unidos e Canadá, que são gratuitas.  Antes do encerramento, os utilizadores do Android eram obrigados a ter as aplicações Google Hangouts e Hangouts Dialer instaladas se quisessem ligar para números de telefone fixo ou móvel através da rede telefónica pública comutada. Os usuários precisarão usar o YouTube Live para transmitir eventos ao vivo. 

## Recepção
Em maio de 2013, o Google Hangouts enfrentou críticas da Electronic Frontier Foundation, que sentiu que o Google estava "se movendo na direção errada " ao reduzir seu suporte ao protocolo de padrão aberto XMPP.  O novo protocolo tornou muito mais difícil para clientes de multi-chat como Pidgin e Adium oferecerem suporte ao Google Hangouts. Eles tiveram que fazer engenharia reversa no protocolo.
Além disso, a forte integração do Google Hangouts e do Google+ levou ao compartilhamento inadvertido de informações pessoais com outras pessoas. 
Em 30 de novembro de 2014, o Make Use Of elogiou o Google Hangouts como o “melhor aplicativo de mensagens no Android de longe ”. 
Em 9 de dezembro de 2015, o Google Hangouts obteve 2 de 7 no Secure Messaging Scorecard da Electronic Frontier Foundation. Ele recebeu essa classificação por ter comunicações criptografadas em trânsito e por ter concluído uma auditoria de segurança independente recente. Ele foi deduzido porque as comunicações são criptografadas com chaves às quais o provedor tem acesso, os usuários não podem verificar as identidades dos contatos, as mensagens anteriores não são seguras se as chaves de criptografia forem roubadas, o código não está aberto à revisão de segurança independente e o design não é documentado adequadamente. 